# William Ayres Ward
William Ayres Ward (Chicago, 10 giugno 1928 – Providence, 13 settembre 1996) è stato un egittologo statunitense.

## Biografia
Nato a Chicago, Ward ha studiato alla Butler University di Indianapolis e ha conseguito la laurea in Storia delle religioni nel 1951. Successivamente, ha conseguito un master in egittologia presso l'Università di Chicago nel 1955 e un dottorato in lingue semitiche presso la Brandeis University nel 1958. Ha poi insegnato a Beirut, prima al Beirut College for Women e poi, dal 1963, all'Università americana di Beirut. Dal 1986 fino alla sua morte nel 1996, è stato Visiting Professor presso la Brown University di Providence, Rhode Island.
Le sue principali aree di ricerca includevano le relazioni tra l'Egitto e il Levante, l'etimologia egiziano-semitica, così come gli scarabei e i titoli dell'Antico e Medio Regno d'Egitto.

## Opere
- (EN) The Balu'a Stele: A New Transcription with Paleographic and Historical Notes, in Annual of the Department of Antiquities of Jordan, 1964,  pp. 8-9.[1]